# Gió Levant

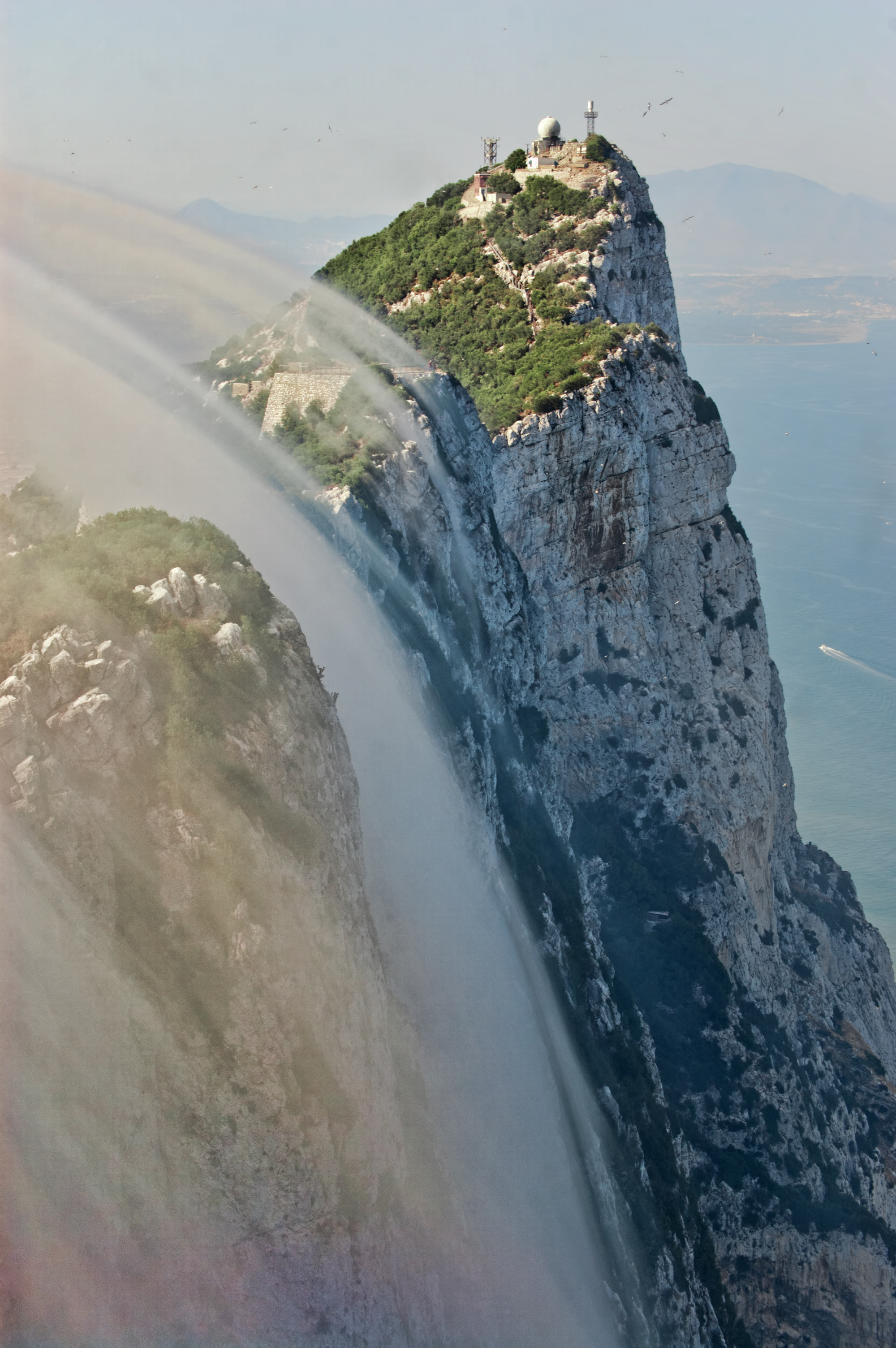
Đám mây Levant hình thành đi ngang qua các vách đá phía đông của núi Gibraltar.

Gió levant là một cơn gió đông thổi ở Tây Địa Trung Hải và miền Nam nước Pháp, một ví dụ của gió khe núi. Ở Roussillon, nó được gọi là "llevant" và ở Corsica "levante". Ở phía tây Địa Trung Hải, đặc biệt khi gió thổi qua Eo biển Gibraltar, nó được gọi là Viento de Levante hoặc Levanter. Nó còn được gọi là gió Solano.
Khi thổi vừa phải hoặc mạnh mẽ, levant gây ra sóng biển động (swell) ở Địa Trung Hải. Thường nhẹ nhàng và ẩm ướt, lớp levant thường xuyên mang lại những đám mây và mưa. Khi nó mang lại thời tiết tốt, nó được gọi là "levant blanc" .

## Từ nguyên
Nguồn gốc của tên cũng giống như nguồn gốc của Levant, vùng phía đông Địa Trung Hải: nó là từ tiếng Trung Pháp "levant", là phân từ của động từ lever có nghĩa là "nâng" - như trong soleil levant "mặt trời mọc" từ tiếng Latin levare. Do đó, nó đề cập tới hướng phía Đông nơi mặt trời mọc. Tên của loại gió này cũng được cho là bắt nguồn từ levante (tiếng Tây Ban Nha: phía đông), nó được sử dụng để mô tả cả phía đông và gió đến từ phía đông. Levante bắt nguồn từ động từ levantar (tiếng Tây Ban Nha: tăng lên) và nói đến sự kiện là mặt trời mọc từ hướng đông.

## Mô tả
Gió sinh ra ở Trung Địa Trung Hải hoặc xung quanh Quần đảo Baleares và thổi về phía tây có cường độ cao nhất qua eo biển Gibraltar. Gió thường ẩm ướt, mang theo sương mù và mưa ở mặt phía Đông eo biển, nhưng khô ở mặt phía tây, khi mưa rơi trên núi giữa Algeciras và Tarifa. Gió nổi tiếng vì tạo ra một cơ cấu đám mây đặc biệt trên núi Gibraltar; ở Almería, gió được biết đến nhiều vì làm cho nhiệt độ tăng lên khi gió thổi qua sa mạc ở trong tỉnh. Gió Levant có thể xảy ra bất cứ lúc nào trong năm, nhưng phổ biến nhất là từ tháng 5 đến tháng 10.

## Eo biển Gibraltar

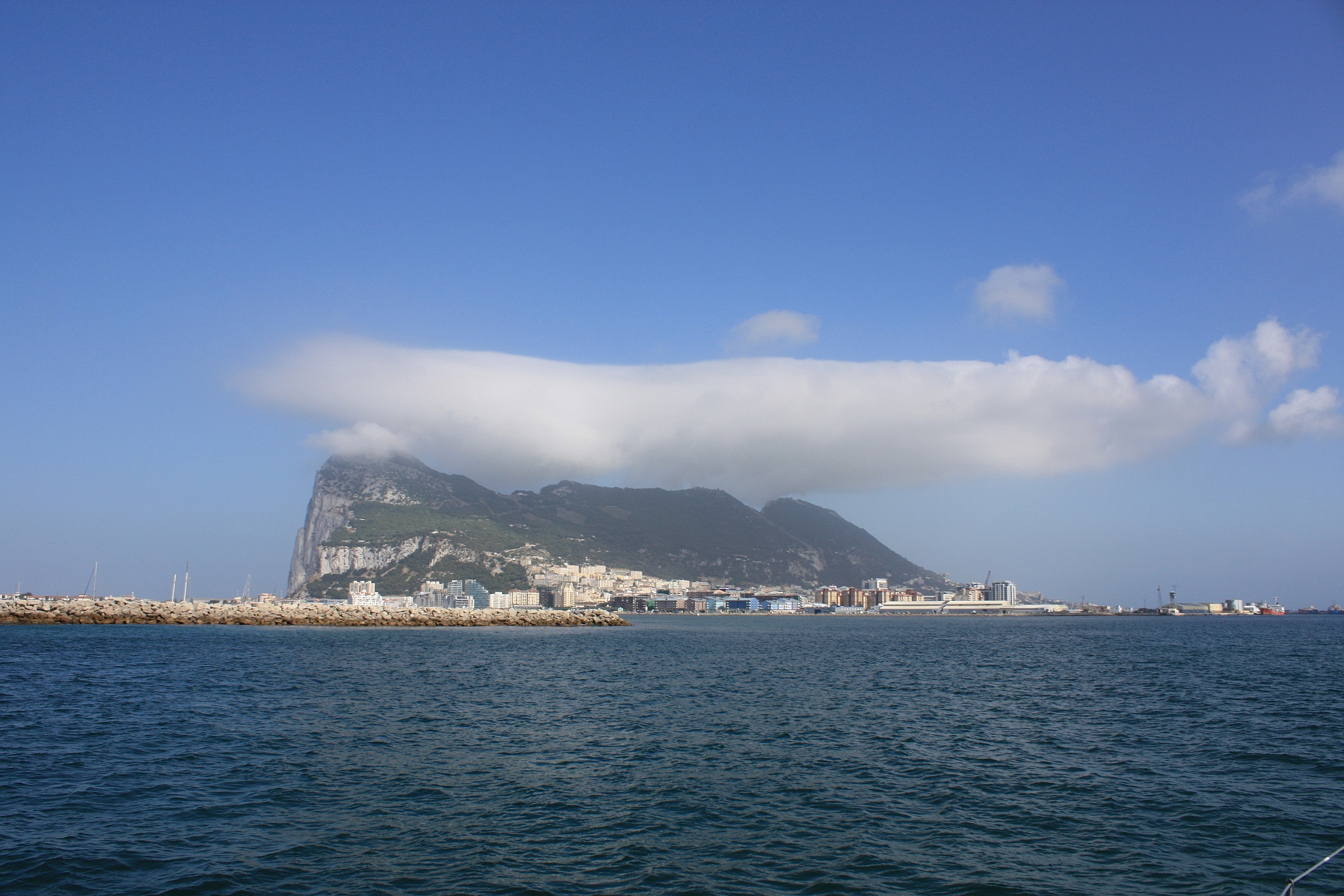
Đám mây Levant treo trên núi Gibraltar.

Eo biển Gibraltar, nằm ở lối vào phía tây của biển Địa Trung Hải, thường có liên quan đến những luồng gió khe núi mạnh có thể tạo ra những khúc biển nguy hiểm, đặc biệt khi chúng thổi ngược lại hướng thủy triều, dòng nước biển hoặc sóng biển động qua eo biển, đây là đoạn đường hẹp trên biển rộng khoảng 15 km và dài 55 km, được bao quanh bởi địa hình lên tới vài nghìn feet.
Đi qua eo biển này, nó được gọi là Levanter, có thể sinh ra gió 20-40 kt (10-20 m / s) trong và về phía tây của khoảng cách khi áp suất cao hơn về phía đông, qua Địa Trung Hải, với áp suất thấp hơn về phía tây Gibraltar. Các chuyển động chìm đi kèm với các điều kiện nghịch lốc xoáy như vậy gây ra sự ổn định ở luồng không khí ở mức độ thấp, ức chế vận động không khí theo chiều dọc và có thể dẫn đến sự đảo ngược trong vòng vài nghìn feet bề mặt. Sự đảo lộn như vậy cung cấp một lớp (không khí tương đối ấm: cap) có chứa không khí ở mức thấp và dẫn tới việc chặn địa hình lớn hơn và gia tốc luồng không khí qua khoảng trống tạo thành eo biển. Trong các hoàn cảnh như vậy, gió có thể đi từ vừa phải hoặc mát mẻ sang phía đông biển Albora (phía tây của Địa Trung Hải) tới mạnh như bão ở mặt phía tây eo biển và về phía tây. Bởi vì dòng chảy đang gia tăng và thường có một độ chênh lệch áp suất lớn qua eo biển, gió mạnh nhất không được quan sát ở giữa eo biển, như có thể mong đợi nếu cơ chế cái phểu chi phối; thay vào đó, gió mạnh nhất ở eo biển phía tây và ngay lập tức đi xuống hướng tây. Levanters sinh ra thường xuyên nhất trong mùa nóng từ tháng 4 đến tháng 10 và thường đạt đến đỉnh điểm vào mùa xuân, khi vùng Địa Trung Hải tương đối mát mẻ, làm tăng sự ổn định của luồng không khí cấp thấp.

## Đám mây levanter ở Gibraltar

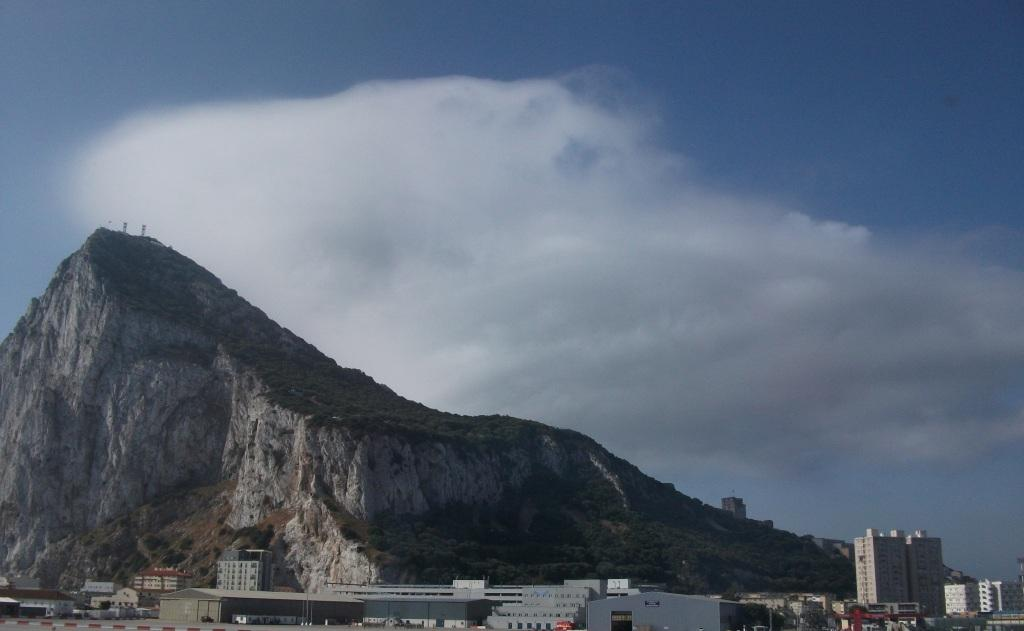
Lớp mây với không khí ấm hình thành trong gió ẩm ướt trên núi Gibraltar

Đôi khi levanter tạo thành một đám mây đặc trưng trên núi Gibraltar. Tuy nhiên, điều này không phải lúc nào cũng vậy và một vài điều kiện đặc biệt cần thiết cho sự hình thành của nó.
Gần bề mặt, gió levanter ẩm, nhưng không bão hòa. Khi không khí ẩm ướt và không thể nâng lên theo sự đối lưu, nó buộc phải vượt qua núi, độ ẩm ngưng tụ để hình thành một đám mây trôi ra hướng tây từ phía trên. Nếu tốc độ gió quá thấp và độ ổn định cao trong lớp gần bề mặt, đám mây không hình thành và sự ngưng tụ cũng nhạy cảm với sự thay đổi nhỏ trong độ ẩm, như vậy khi gió qua núi chuyển hướng vào phía đông nam, dòng chảy cũng trở nên quá khô cho đám mây hình thành, mang không khí khô hơn từ Bắc Phi. Khi tốc độ gió quá thấp, không khí bị chặn lại và không thể nâng lên để tạo thành đám mây. Ở tốc độ gió cao, hỗn hợp cuộn đến chỗ khuất gió của núi phân phối độ ẩm thông qua một lớp tương đối sâu và mây tốt nhất là rất chập chờn. Thường thì nó tan biến ngay phía tây của núi trong những điều kiện đầy gió cuốn xoáy này.
Trong điều kiện thích hợp, đám mây hình thành theo hướng gió. Nó thường kéo dài khoảng 5 km về phía tây từ đỉnh của núi trong một chùm hỗn độn. (Các đám mây tương tự đôi khi có thể được nhìn thấy ở những nơi khác - đặc biệt là đám mây hình thành trên Matterhorn ở Thụy Sĩ.) Đám mây này treo ở trung tâm thành phố Gibraltar, trong khi phía bắc và nam từ phía nam ngoại ô thường có thời tiết nắng.
Ở phía tây của núi, gió gần mực nước biển thường xuyên từ phía tây hoặc tây nam, khi không khí tạo thành những loạt sóng lật nhào lớn, hơn 350 m nằm sâu trong phía khuất gió của núi, nhưng gió mạnh có xu hướng làm thay đổi chế độ dòng chảy.
Đám mây này không được nhìn thấy trong gió tây, mặc dù nhiều quá trình tương tự xảy ra - nó là do không khí thường khô hơn và có thể ấm hơn, cũng như ít ổn định hơn - để sự đối lưu từ bề mặt sâu hơn và không bị giới hạn gần đỉnh núi. (Đôi khi mây thấp có thể được nhìn thấy trên núi, vào buổi sáng sớm ở gió tây, nhưng điều này biến mất khi nhiệt độ tăng lên. Cũng có thể là sườn dốc phía đông của núicó xu hướng làm cho dòng gió quá hỗn độn để cho mây hình thành.)
Khoảng bình minh, dòng chảy tương đối trơn tru qua đám mây, nhưng sau đó vào buổi sáng, khi nó trở nên nóng hơn, một số đảo lộn đối lưu phát triển trong chùm khi nhiệt độ tăng lên.
Sự hình thành của đám mây rất cổ điển ở gần đỉnh của đường đỉnh núi ở độ cao gần 400 m nhưng phần cơ bản thường thấp hơn một chút trong dòng chảy hỗn độn về phía tây. Đỉnh mây hiếm khi cao hơn 450 m trên Vịnh Gibraltar.

## Gió mạnh qua núi

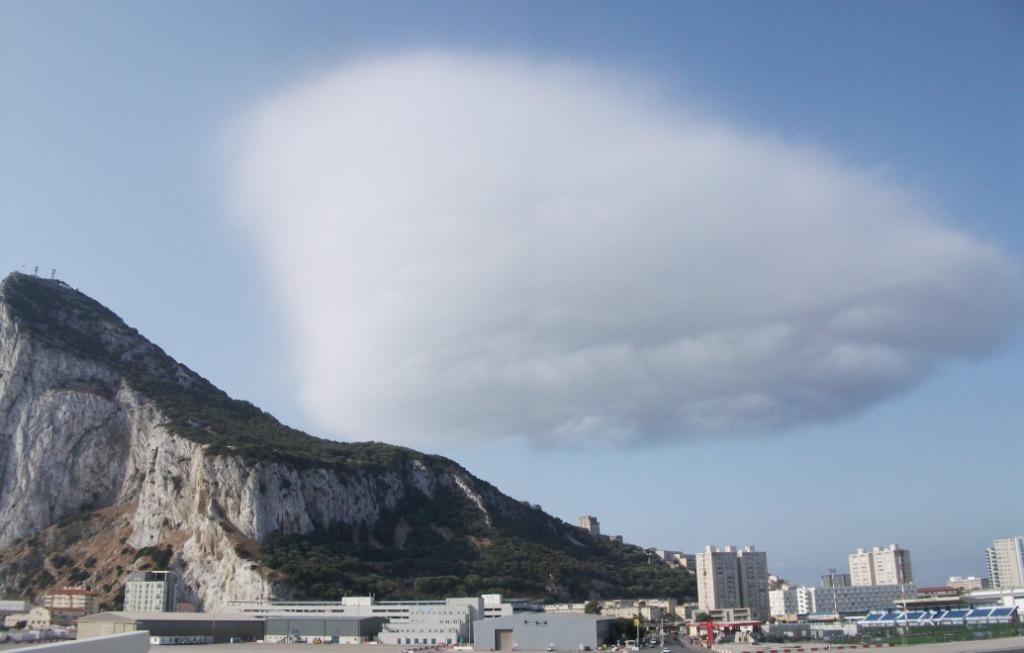
Các đám mây Levanter đang được tách ra khỏi đỉnh của núi trong gió mạnh phía đông

Khi gió mạnh đi ngang qua đỉnh của đá (thường là trên 15 m / s), đám mây sẽ tách ra khỏi đỉnh của tảng đá hình thành phía tây của một đường song song với dải núi lên đến khoảng 100 m. Đồng thời, các đường cong cong của đám mây có thể được nhìn thấy trong hoặc dưới đám mây, cho thấy sự hình thành của một đám mây cuộn. Thông thường, điều này tạo ra ánh sáng và gió thay đổi gần mực nước biển, đôi khi tạo thành khu vực lưu hành lốc xoáy trên vịnh Gibraltar và thị trấn. Tuy nhiên, đôi khi, những cơn gió mạnh vượt qua đỉnh núi, tạo ra cơn gió mạnh khoảng tốc độ gió trên đỉnh. Những cơn gió này thường là đông bắc hoặc đông và có thể là một số lực Beaufort mạnh hơn gió có trước và sau.

## Trong văn hóa phổ thông
- Trong cuốn tiểu thuyết The Alchemist (Nhà giả kim), Paulo Coelho đề cập đến Levante, mô tả gió mang người Moors đến Tây Ban Nha.